# Herencia ecológica

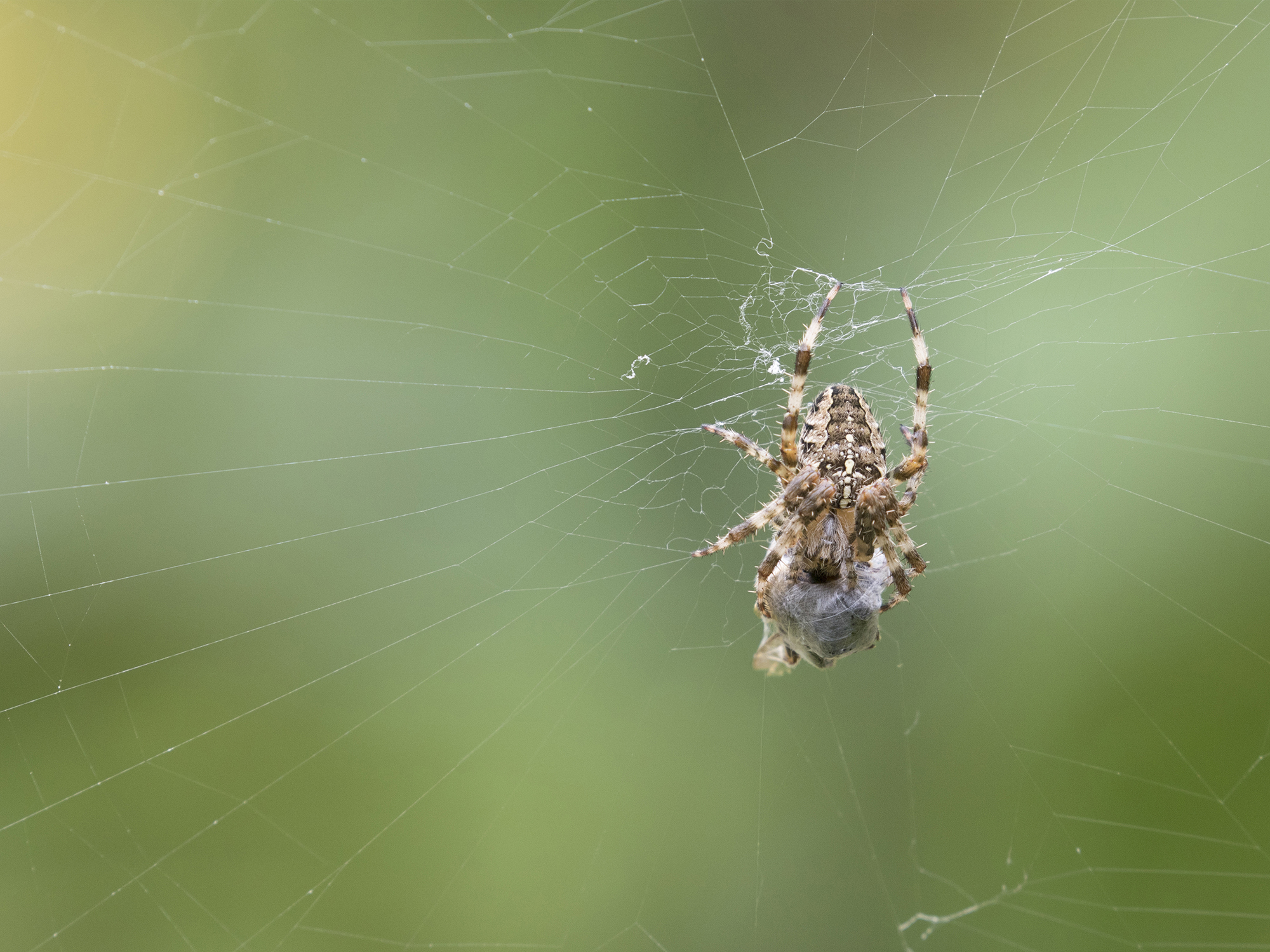
Una araña de telaraña.

La herencia ecológica o herencia extra genética es la transmisión de los recursos y condiciones ambientales de las especies a sus descendientes, incluyendo las presiones de selección modificadas a través de la construcción de nichos. Por ejemplo, muchos organismos construyen, eligen o proporcionan entornos de cría, como nidos. La recurrencia de rasgos a lo largo de los ciclos de vida se debe en parte a que los padres construyen condiciones de desarrollo para sus descendientes. Richard Lewontin enfatizó cómo al modificar la disponibilidad de recursos bióticos y abióticos, los organismos constructores de nichos pueden hacer que los organismos coevolucionen con sus entornos.
La herencia ecológica tiene implicaciones importantes para la macroevolución. Las especies ancestrales pueden modificar los ambientes a través de la construcción de nichos que pueden tener consecuencias para otras especies, a veces millones de años después, en un tipo de sucesión ecológica secundaria a largo plazo. Por ejemplo, las cianobacterias produjeron oxígeno como un producto de desecho de la fotosíntesis (ver gran evento de oxigenación ), que cambió drásticamente la composición de la atmósfera y los océanos de la Tierra, con vastas consecuencias macroevolutivas.
En los últimos años, muchos biólogos evolutivos han buscado expandir el concepto de herencia dentro de la biología evolutiva, y la herencia ecológica ahora se incorpora comúnmente a estos esquemas. La importancia evolutiva de la herencia ecológica, sin embargo, sigue siendo discutida y refutada por los genetistas más ortodoxos.